# 苏夫利
苏夫利，是西班牙安达卢西亚自治区阿尔梅里亚省的一个市镇。 总面积10km2, 总人口246人（2001年），人口密度25人/km2。